# Encinarejo
Encinarejo, antiguamente denominado Encinarejo de Córdoba, es una entidad local autónoma perteneciente al municipio español de Córdoba, en la provincia de Córdoba (Andalucía).
Sus orígenes se remontan a la década de 1940, cuando nace originalmente como un poblado de colonización bajo los auspicios del Instituto Nacional de Colonización. Inicialmente se asentó en la zona una población de 83 agricultores junto a sus familias. Desde la década de 1980 la localidad ha experimentado un crecimiento demográfico, ampliándose también la urbanización.

## Historia
Las raíces históricas de Encinarejo son muy recientes, datan de la década de 1940, aunque la ocupación humana en la zona es mucho más antigua, remontándose al siglo I, del que datan restos romanos encontrados, posiblemente de un poblado romano denominado «Auxinianos», según los estudios realizados. Una villa tardorromana, de vocación agraria, reposa hoy bajo el pueblo.

### Edad Contemporánea
En 1949, el Instituto Nacional de Colonización (INC) expropió y fundó el actual pueblo de colonización bajo el nombre de «Encinarejo de los Frailes», convirtiéndose en uno de los primeros de España. El diseño del poblado corrió a cargo del arquitecto Francisco Giménez de la Cruz, que intervendría en otros proyectos del INC en la provincia de Córdoba. Durante sus primeros años se trató de un núcleo un tanto aislado respecto al núcleo principal del municipio.
Se constituyó como Entidad Local Autónoma en el año 1957, disponiendo de sus propias competencias, que se han mantenido desde aquella época hasta nuestros días, menos en seguridad (cuentan con agentes de la Policía Local), servicios sociales comunitarios y algunas actuaciones que dependen de la Gerencia de Urbanismo de Córdoba.
Durante las últimas décadas la localidad ha experimentado una expansión urbana y un incremento de la población, superando los 1000 habitantes a comienzos de la década de 2000.

## Urbanismo
La arquitectura de Encinarejo conserva el estilo colonial predominando los criterios de sencillez y austeridad, destacando su configuración ortogonal de calles perpendiculares y paralelas, con la plaza pública en el centro, Ayuntamiento e iglesia, creando así un estilo de clara vocación vanguardista, aunque guardando las reminiscencias de la arquitectura de colonización. Las modernas construcciones se han adaptado al entorno, mezclándose lo antiguo y lo moderno.

## Gastronomía, fiestas y eventos
La localidad de Encinarejo tiene en general la gastronomía, costumbres y tradiciones comunes al conjunto de la provincia de Córdoba, pero también disfruta de fiestas y eventos propios como son La celebración del día 5 de Abril (Constitución del pueblo de Encinarejo) y la feria y fiestas en honor a San Isidro Labrador el 15 de mayo.

## Naturaleza y medio ambiente
En Encinarejo se disfruta de un entorno privilegiado, con su llana orografía y el paso del río Guadalquivir. En el río Guadalquivir y especialmente en torno al pueblo de Encinarejo se conserva buen ejemplo del bosque galería. La flora que compone este tipo de formación suele estar formada por especies como el olmo, el sauce o el eucalipto.
Es considerable, el número de especies animales que utilizar este espacio de ribera como lugares de tránsito o hábitat; aves, anfibios, reptiles, peces e insectos viven en esta franja de terreno. Dentro de las distintas especies zoológicas cabe destacar por su importancia numérica el grupo de aves que normalmente suelen utilizar el cauce del río como canal de movilización, migración o hábitat. Entre las especies de aves más comunes cabe señalar las siguientes: garceta, ánsar común, águila pescadora, milano real, etc.
En cuanto a la tipología climática nos encontramos con un clima de carácter Mediterráneo, con inviernos templados y moderadamente lluviosos, y veranos calurosos y extremadamente secos. Este hecho, la estacionalidad acusada de las precipitaciones, presenta unos elementos muy de tener en cuenta desde la perspectiva natural-ecológica, económica y social: el problema del déficit hídrico.

## Administración y gobierno local
Presidentes de la E.L.A.
- 1987-2007: Miguel G. Martínez Múrez (PA)
- 2007-2011: Antonio Guerra (PSOE-A)
- 2011-2023: Miguel Ruiz Madruga (PP)
- 2023-Actualmente: Francisco Franco Hidalgo (VOX)

## Demografía
Número de habitantes de la localidad desde el año 2000:
| Gráfica de evolución demográfica de Encinarejo entre 2000 y 2023 |
|                                                                  |

## Comunicaciones
Las vías de acceso son las siguientes: se toma la N-437 desde Córdoba hasta el aeropuerto de Córdoba, posteriormente se coge la carretera CH-2 hasta Encinarejo. También puede accederse por la A -431 a la altura de la barriada de Villarrubia.